# وبروت
وبروت (انگلیسی: Webroot) یک شرکت نرم‌افزاری امنیت سایبری خصوصی آمریکایی است که امنیت اینترنت را برای کاربران و مشاغل فراهم می‌کند و در سال ۱۹۹۷ تأسیس شد.
این شرکت در بولدر، کلرادو، تأسیس شد و اکنون مقر آن در برومفیلد، کلرادو، واقع شده‌است و دارای واحد عملیات ایالات متحده در سن ماتئو و سن دیگو، و در سطح جهانی در استرالیا، اتریش، ایرلند، ژاپن و بریتانیا است.

## تاریخچه
وبروت در ۵ ژوئیه ۱۹۹۷ زمانی که استیون توماس و دوست دخترش کریستن تالی اولین محصول تجاری وبروت را راه اندازی کردند تأسیس شد. سرمایه گذاران وبروت شامل شرکت‌های سرمایه‌گذاری خطرپذیر مانند Technology Crossover Ventures، اکسس پارتنرز و میفیلد هستند.
در سال ۲۰۰۲، وبروت یک محصول مسدود کننده و حذف نرم‌افزارهای جاسوسی به نام Webroot Spy Sweeper را راه اندازی کرد. این شرکت با راه اندازی Spy Sweeper with AntiVirus در سال ۲۰۰۶، آنتی‌ویروس خود را معرفی کرد. در اکتبر ۲۰۰۷، آنتی‌ویروس وبروت با همراه با قابلیت اضافه شده فایروال معرفی شد.